# Stephan Molitor (Historiker)
Stephan Molitor (* 23. Juli 1955 in St. Wendel; † 28. Oktober 2023) war ein deutscher Historiker, Archivar und Hochschullehrer.

## Leben und Wirken
Stephan Molitor studierte Geschichte (Schwerpunkt: Mittelalterliche Geschichte und Landesgeschichte) und promovierte 1986 an der Universität Freiburg/Br, hierzu edierte und kommentierte er das Schenkungsbuch des Klosters Reichenbach im Schwarzwald. Anschließend trat er in die Ausbildung für den höheren Archivdienst ein und absolvierte diese in der Verwaltung des Landesarchivs Baden-Württemberg und an der Archivschule Marburg. Zunächst war Molitor als Referent für Bestandserhaltung und Reprographie beim Hauptstaatsarchiv Stuttgart tätig. 1996 wechselte er als Abteilungsleiter an das Staatsarchiv Ludwigsburg und war hier bis zum Eintritt in den Ruhestand 2021 auch stellvertretender Archivdirektor. Lange Zeit wirkte Molitor außerdem als Honorarprofessor am Institut für Geschichtliche Landeskunde und Historische Hilfswissenschaften der Eberhard Karls Universität Tübingen und lehrte hier vor allem auf den Gebieten von Paläographie und Diplomatik.
Neben seiner Tätigkeit im Württembergischen Geschichts- und Altertumsverein legte Molitor zahlreiche Aufsätze zur württembergischen Landesgeschichte vor. Er verunglückte 2023 während einer Reise in den USA.

## Veröffentlichungen (Auswahl)
- Ut fertur, sub Pippino rege. Zur karolingerzeitlichen Gründung Hirsaus. In: Hermann Diruf u. a.: Hirsau. St. Peter und Paul 1091–1991. Bd. 2. Theiss, Stuttgart 1991, S. 45–54.
- Walfreds „cartula dotis“ aus dem Jahre 754. In: Karl Schmid (Hrsg.): Vita Walfredi und Kloster Monteverdi. Toskanisches Mönchtum zwischen langobardischer und fränkischer Herrschaft [Gabe des Freiburger Toskana-Seminars an Gerd Tellenbach zu seinem 85. Geburtstag am 17. September 1988]. Niemeyer, Tübingen 1991, S. 146–173, ISBN 3-484-82073-X.

- Das Privileg Papst Innozenz' II. für Kloster Gengenbach von 1139 Februar 28 (JL. 7949). In: Zeitschrift für die Geschichte des Oberrheins, Bd. 141 (1993), S. 359–373.
- Zu den Urkundeninsertionen in Ortliebs „Zwiefalter Chronik“. In: Wolfgang Schmierer (Hrsg.): Aus südwestdeutscher Geschichte. Festschrift für Hans-Martin Maurer, dem Archivar und Historiker zum 65. Geburtstag. Kohlhammer, Stuttgart 1994, S. 44–57, ISBN 3-17-013158-3.
- (Bearb.): 1495: Württemberg wird Herzogtum. Dokumente aus dem Hauptstaatsarchiv Stuttgart zu einem epochalen Ereignis. Hauptstaatsarchiv Stuttgart 1995 (Digitalisat).
- (Bearb.): Das Reichenbacher Schenkungsbuch (= Veröffentlichungen der Kommission für Geschichtliche Landeskunde Baden-Württemberg, Reihe A, Bd. 40). Kohlhammer, Stuttgart 1997, ISBN 3-17-013148-6 (= Dissertation Universität Freiburg/Br.).
- Zur südwestdeutschen Adelsforschung. In: Sönke Lorenz/Stephan Molitor (Hrsg.): Herrschaft und Legitimation. Hochmittelalterlicher Adel in Südwestdeutschland (= Schriften zur südwestdeutschen Landeskunde, Bd. 36). DRW-Verlag, Leinfelden-Echterdingen 2002, S. 1–12, ISBN 3-87181-436-9.
- Der Codex Hirsaugiensis. Eine zentrale Quelle für die Geschichte Südwestdeutschlands im Hochmittelalter. In: Der Landkreis Calw, Bd. 22 (2004), S. 181–193.
- Traditionsnotiz und „Ersterwähnung“. Zum Umgang mit Ortsnennungen in undatierten Einträgen des Codex Hirsaugiensis am Beispiel von Mühlhausen, Tiefenbronn und Friolzheim. In: Der Enzkreis, Bd. 11 (2005), S. 23–36.
- Neuer Blick auf alte Quellen. Kloster Hirsau und sein soziales Umfeld im Hochmittelalter. In: Der Landkreis Calw, Bd. 26 (2008), S. 157–165.
- (Mithrsg. u. Mitautor): Text und Kontext. Historische Hilfswissenschaften in ihrer Vielfalt (= Tübinger Bausteine zur Landesgeschichte, Bd. 18). Thorbecke, Ostfildern 2011, ISBN 3-7995-5518-8.
- Work in progress oder Rückschritt? Zu mittelalterlichen Quellen im World Wide Web. In: Dieter R. Bauer u. a. (Hrsg.): Netzwerk Landesgeschichte. Gedenkschrift für Sönke Lorenz (= Tübinger Bausteine zur Landesgeschichte, Bd. 21). Thorbecke, Ostfildern 2013, S. 111–120, ISBN 978-3-7995-5521-0.
- (Hrsg.): Der „Schwäbische Dichterkreis“ von 1938 und seine Entnazifizierung. Kohlhammer, Stuttgart 2019, ISBN 978-3-17-036527-8.
- Das Reichenbacher Seelbuch. Neuedition und Kommentar. In: Zeitschrift für württembergische Landesgeschichte, Bd. 78 (2019), S. 71–117.